# Kohn Hillel
Kohn Hillel (álnevei: Kohányi, Adalbert Wagner; Kolozsvár, 1891. június 26. – Bukarest, 1972. február 15.) erdélyi magyar közgazdasági író, szociológus, közíró.

## Életútja
Középiskolai tanulmányait szülővárosában, az Unitárius Kollégiumban végezte, a Ferenc József Tudományegyetemen szerzett jogi diplomát (1912). Marosvásárhelyt tett ügyvédi vizsgát (1915). Egyetemi hallgató korában az Erdélyi Múzeum közölte Zsakó Gyula közreműködésével készült első dolgozatát a Házsongárdi temető régi sírköveiről (1911). A két világháború között ügyvédi gyakorlatot folytatott, s 1930-tól bekapcsolódott az illegális kommunista mozgalomba. Része volt a Frontul Plugarilor és a Magyar Dolgozók Szövetsége (MADOSZ) programjának kitűzésében, szoros barátság fűzte Petru Grozához. A baloldal legális vagy illegális sajtóját irányította; Demeter Jánossal, Jancsó Elemérrel, Szirmai Istvánnal és Tamási Áronnal a Falvak Népe megindítását kezdeményezte (1932). Szerkesztette a Világosság című kolozsvári hetilapot (1932).
Politikai pályáján az illegális Kommunisták Romániai Pártja (KRP) erdélyi és bánáti tartományi titkárságának tagja (1936–40), a bécsi döntés után a KMP észak-erdélyi tartományi titkárságának titkára. Az ún. szamosfalvi kommunista perben életfogytiglani börtönbüntetésre ítélték (1942). A börtönökben, majd a dachaui és a buchenwaldi koncentrációs táborokban az ellenállási mozgalom szervezője. Kiszabadulva a Romániai Demokratikus Zsidó Népközösség elnöke és az Egység című zsidó hetilap munkatársa. 1946-tól a politikai gazdaságtan tanára volt a Bolyai Tudományegyetem jog- és közgazdasági karán.
Az egyetem tízéves fennállása alkalmából kiadott tanulmánygyűjteményben (1956) A szükséges munka egyes problémái az RNK mezőgazdaságában című értekezésével szerepel. A vezetése alatt álló munkaközösségek a helyszínen tanulmányozták a munka termelékenységének kérdését a kolozsvári Vasúti Főműhelyekben (1948). Elkészítették Kolozs megye gazdasági monográfiáját és Csík megye monográfiáját (1949), feldolgozták a kendilónai mezőgazdasági termelőszövetkezet első évi tapasztalatait (1950), a hasonló román munkaközösségekkel együtt részt vettek a Mócvidék gazdasági és társadalmi viszonyainak tanulmányozásában, majd Kolozs tartomány gazdasági életének felmérésében (1958–59).
Együttműködése a berlini Jürgen Kuczynski gazdaságtörténésszel, részvétele egy nemzetközi vitán (Jahrbuch für Wirtschaftsgeschichte, Berlin, 1962), majd tanulmányai a Probleme economice és a Studia hasábjain, magyarul a Korunkban (A gazdaságtörténet mint tudomány, 1964; A dokumentációs észlelési módszer Marxnál, 1965; Emlékezés régebbi monográfiákra, 1967) megvetették a romániai magyar gazdaságszociológia alapjait.
A Korunk hasábjain írt Elekes Miklós pavlovista orvosról (1958), Gaál Gáborról, a szerkesztő-politikusról (1961), Iuliu Deheleanuról, a marxista nevelőről (1962), a párizsi "Manukian-Boczor csoport" hőseiről (1964), ismertette a buchenwaldi ellenállást (1970) és Emlékezés a harmincas évek kommunistáira című alatt a baloldaliak ellen indított perek ügyvédeit, a Munkás Segély és Vörös Segély szervezőit, illegális lapok szerkesztőit mutatta be (1971).

## Szerkesztésében megjelent munkák
- A munka termelékenysége a kolozsvári Vasúti Főműhelyekben (1948, magyarul és románul)
- Monografia economică a județului Cluj (1948)
- Kizsákmányolás a tőkés Dermatában (többekkel, magyarul 1953, románul 1954)